# Stazione di Nyūno
La stazione di Nyūno (入野駅?, Nyūno-eki) è una stazione ferroviaria situata nella città di Higashihiroshima, nella prefettura di Hiroshima in Giappone. Si trova lungo la linea principale Sanyō.

## Linee e servizi
JR West
■ Linea principale Sanyō

## Caratteristiche
La stazione è dotata di due marciapiedi laterali con due binari in superficie. La stazione supporta la bigliettazione elettronica ICOCA ed è priva di tornelli di accesso.
| Lato stazione | ■ Linea principale Sanyō | per Saijō, Hiroshima e Kure    |
| Lato campagna | ■ Linea principale Sanyō | per Mihara, Fukuyama e Okayama |

## Stazioni adiacenti
| «                      | Servizio               | »                      |
| Linea principale Sanyō | Linea principale Sanyō | Linea principale Sanyō |
| ---------------------- | ---------------------- | ---------------------- |
| Kōchi                  | Locale                 | Shiraichi              |